# Summit Země

Summit Země byla akce OSN

Konference OSN o životním prostředí a rozvoji (United Nations Conference on Environment and Development – UNCED), také známá jako Summit Země nebo také Rio konference byla hlavní konference OSN, která se konala v Riu de Janeiru ve dnech 3. až 14. června 1992.
Zúčastnilo se jí 172 vlád světa se 116 osobně přítomnými hlavami států nebo vlád. Zástupci 2 400 nevládních organizací s 17 000 lidmi tvořili paralelní nevládní „Globální fórum“, které mělo na konferenci poradní status.
Po dvaceti letech se v roce 2012 také v Riu de Janeiru konala Konference OSN o udržitelném rozvoji, běžně se tak nazývala Summit Rio + 20, nebo také Rio 2012. Konala se ve dnech 20. až 22. června 2012.

## Výsledky
Summit Země vyústil v přijetí těchto dokumentů:
- Deklarace Konference OSN o životním prostředí a rozvoji
- Agenda 21
- Zásady obhospodařování lesů

Kromě toho byly nachystány významné právně závazné dohody k podpisu:
- Úmluva o biologické rozmanitosti
- Rámcová úmluva o změně klimatu
- Úmluva OSN o boji proti desertifikaci

Kritici však poukazují na to, že mnoho z dohod uzavřených v Riu nebyla realizováno, pokud jde o tak zásadní otázky, jako je boj proti chudobě a nutnost čištění životního prostředí.